# Ludmila
Ludmila (též Lidmila) je staré ženské jméno slovanského původu, které znamená Lidu milá. Podle českého občanského kalendáře slaví svátek 16. září. V týž den se slaví podle římskokatolického církevního kalendáře svátek svatá Ludmila.
K 1. květnu 2009 neslo toto jméno 85 939 obyvatel ČR a bylo třináctým nejčastějším ženským jménem. V neformálních rozhovorech a textech bývá často transformováno do tvarů Lída nebo Lidka. Nejčastější zdrobnělinou je Liduška či Lidunka.
Mužská podoba tohoto jména je Ludmil, v Česku žijí dva nositelé tohoto jména.

## Statistické údaje
Následující tabulka uvádí četnost jména v ČR a pořadí mezi ženskými jmény ve srovnání dvou roků, pro které jsou dostupné údaje MV ČR – lze z ní tedy vysledovat trend v užívání tohoto jména:
| Rok  | Četnost | Pořadí |
| 1999 | 103 136 | 10.    |
| 2002 | 99 583  | 10.    |
| 2009 | 85 939  | 13.    |
| 2016 | 72 750  | 39.    |

Změna procentního zastoupení tohoto jména mezi žijícími ženami v ČR (tj. procentní změna se započítáním celkového úbytku žen v ČR za léta 1999–2002) činila -2,7%. Pokles nadále pokračoval i v následujících letech

## Tvary Ludmila a Lidmila
Užití tvaru Lidmila je oproti Ludmila řidší, a to nejen v současné době. Např. digitalizované pobytové přihlášky pražského policejního ředitelství (konskripce) z let 1850-1914 uvádějí 7 837 žen s křestním jménem Ludmila a pouze 360 Lidmil. Tvar Lidmila je starší (je zaznamenán např. už v Dalimilově kronice), zatímco Ludmila je podoba novější, odvozená z němčiny a latiny.

## Známé Ludmily
- svatá Ludmila (860–921) – česká kněžna, babička sv. Václava
- Ludmila Přemyslovna (1170–1240) – česká princezna, hraběnka z Bogenu a bavorská vévodkyně. Proslula jako zakladatelka kláštera Seligenthal
- Ludmila z Poděbrad (1456–1503) – česká princezna, dcera českého krále Jiřího z Poděbrad a jeho manželky Johany z Rožmitálu
- Ljudmila Alexejevová (1927–2018) – ruská historička a aktivistka
- Ludmila Andonovová (* 1960) – bulharská atletka
- Lída Baarová (1914–2000) – česká herečka
- Ludmila Bertlová (1914–1961) – česká houslistka, první manželka skladatele českého původu Rafaela Kubelíka
- Ludmila Blonská (* 1977) – ukrajinská atletka, vícebojařka
- Ludmila Brožová-Polednová (1921–2015) – česká prokurátorka
- Ludmila Brynychová (1952–2009) – česká politička
- Ludmila Bubeníková (* 1955) – česká politička
- Simonetta Buonaccini, vlastním jménem Ludmila Buřanová (1893–1935) – česká básnířka
- Ludmila Burianová (* 1921) – česká lékařka a bývalá politická vězeňkyně komunistického režimu v Československu
- Ľudmila Cervanová (* 1979) – slovenská profesionální tenistka
- Ludmila Červinková (1908–1980) – česká operní pěvkyně
- Ľudmila Dulková (1927–2016) – československá krasobruslařka a později trenérka
- Ludmila Dušková (1932–2010) – česká překladatelka a nakladatelská redaktorka
- Ludmila Dvořáková (1923–2015) – česká operní pěvkyně – sopranistka
- Ludmila Dvořáková (* 1933) – česká a československá politička
- Ludmila Eckertová (1924–2009) – přední osobnost ve fyzice tenkých vrstev a povrchů
- Ludmila Engquistová (* 1964) – sovětská atletka ruské národnosti, sprinterka
- Ludmila Forétková (1925–2009) – česká herečka
- Ludmila Formanová (* 1974) – česká atletka
- Ludmila Freiová (1926–2014) – česká spisovatelka
- Ľudmila Gajdošíková (* 1953) – slovenská právnička
- Ljudmila Galkinová (* 1972) – ruská atletka
- Ludmila Grossmannová Brodská (1859–1935) – česká učitelka, spisovatelka knih pro mládež a překladatelka
- Ludmila Hartmannová Kybalová (1929–2012) – česká historička umění, pedagožka na Vysoké školy umělecko průmyslové v Praze a na Divadelní fakultě Akademie Múzických umění
- Ludmila Hořká (1892–1966) – česká spisovatelka, publicistka a folklóristka
- Ludmila Jandová (1938–2008) – česká malířka, kreslířka, grafička a ilustrátorka
- Ludmila Jankovcová (1897–1990) – česká a československá politička
- Ludmila Javorová (* 1932) – česká feministka a římskokatolická duchovní, blízká spolupracovnice tajného biskupa Felixe Maria Davídka
- Ludmila Kárníková (1932–1963) – česká historička zabývající se zvláště historickou demografií
- Ljudmyla Kičenoková (* 1992) – ukrajinská profesionální tenistka a dvojče tenistky Nadiji Kičenokové
- Ljudmila Kolčanovová (* 1979) – ruská atletka
- Ludmila Kopecká (1928–?) – česká a československá politička
- Ludmila Kulíčková (1921–?) – česká a československá politička
- Ludmila Kybalová (1905–1975) – česká textilní výtvarnice, spolupracovnice svého manžela Antonína Kybala
- Ljudmila Litvinovová (* 1985) – ruská atletka
- Ludmila Lužová (1926–2011) – česká a československá politička
- Ludmila Macešková (1898–1974) – básnířka a prozaička
- Ludmila Martinková (1922–?) – česká a československá politička Komunistické strany Československa a poslankyně Sněmovny lidu Federálního shromáždění za normalizace
- Ludmila Matiegková (1889–1960) – středoškolská učitelka a autorka několika odborných prací o starověkém Egyptě
- Ludmila Matušů-Komeštíková (* 1963) – československá hráčka basketbalu
- Ludmila Mojžíšová (1932–1992) – terapeutka, zabývající se rehabilitací a cvičením pro léčení neplodnosti
- Ludmila Müllerová (* 1954) – česká politička
- Ludmila Navrátilová (* 1965) – česká politička
- Ljudmila Očeretná (* 1958) – bývalá manželka prezidenta Ruské federace Vladimira Putina
- Ludmila Ordnungová (* 1934) – československá hráčka basketbalu
- Ľudmila Pajdušáková (1916–1979) – slovenská fyzička a astronomka
- Ľudmila Pěčová (* 1955) – československá hráčka basketbalu
- Ludmila Pecháčková (1906–1988) – česká subreta, tanečnice, žurnalistka a spisovatelka
- Ludmila Pechmanová-Klosová (1885–?) – československá politička
- Ludmila Pelikánová (1915–1993) – česká herečka
- Ludmila Peterková (* 1967) – česká klarinetistka
- Ludmila Plecháčová-Mucalíková (1910–2004) – československá historička a politická vězeňkyně
- Ľudmila Podjavorinská (1872–1951) – slovenská prozaička a básnířka, autorka lyrickoepických i epických básní
- Ludmila Pokorná (1904–1979) – česká malířka
- Ludmila Polesná (1934–1988) – československá vodní slalomářka, kajakářka závodící v kategorii K1
- Lída Rakušanová (* 1947) – česká novinářka a spisovatelka
- Ludmila Reitmayerová (1913–1991) – první žena v ČSR, která zastávala funkci ředitelky gymnázia
- Ludmila Režná-Václavíková (1906–?) – česká a československá politička
- Ludmila Richterová (* 1977) – česká profesionální tenistka
- Ljudmila Rogačovová (* 1966) – sovětská, později ruská atletka, běžkyně
- Ludmila Seefried-Matějková (* 1938) – česká sochařka a malířka žijící v Berlíně
- Ludmila Sinkulová (1910–1988) – česká lékařka, historička medicíny a redaktorka
- Ludmila Spěváková (* 1938) – česká a československá politička
- Ludmila Škorpilová (1936–2016) – česká operní zpěvačka – mezzosopranistka
- Ludmila Šmehlíková (1922–?) – česká a československá politička
- Ludmila Švédová (1936–2018) – československá sportovní gymnastka
- Ludmila Tesařová (1857–1936) – česká učitelka a ředitelka mateřské školy, spisovatelka knih pro děti a propagátorka loutkového divadla
- Ljudmila Turiščevová (* 1952) – ruská gymnastka
- Ludmila Vančurová (1897–1983) – česká lékařka, manželka spisovatele Vladislava Vančury
- Ludmila Vaňková (1927–2022) – česká prozaička a autorka románů zejména s historickou tematikou
- Ludmila Varmužová (* 1979) – česká profesionální tenistka
- Ludmila Vendlová (1929–1990) – česká herečka a režisérka
- Ludmila Vernerová (* 1962) – česká operní pěvkyně
- Ludmila Weberová (1904–?) – česká a československá politička
- Ludmila Zatloukalová-Coufalová (1886–1990) – česká a československá aktivistka za ženská práva, politička, meziválečná poslankyně Revolučního národního shromáždění za Republikánskou stranu československého venkova
- Ludmila Zemanová (* 1947) – česko-kanadská výtvarnice, ilustrátorka, spisovatelka, scenáristka, režisérka a pedagožka, dcera výtvarníka, animátora a filmového režiséra Karla Zemana
- Ludmila Želenská (1919–1998) – česká divadelní herečka

## Fiktivní Ludmily
- Ludmila Hrabětová – fiktivní postava z filmu Vesničko má středisková. Hraje ji Milada Ježková.
- Lída – fiktivní postava z filmu Václav. Hraje ji Soňa Norisová.
- Lidunka Šebková zvaná Uzlinka – fiktivní postava z filmu Pelíšky. Hraje ji Sylva Koblížková.
- Ludmila Léblová – fiktivní postava ze seriálu První republika

## Domácké podoby
Ludmilka, Lída, Liduška, Lidka, Lidunka, Luděna, Luďka, Liduš